# Рыбы-белки
Рыбы-белки, или голоцентры  (лат. Holocentrus) — род  лучепёрых рыб из семейства голоцентровых отряда Holocentriformes. Распространён в Атлантическом океане. Включает 2 вида.

## Ареал и места обитания
Распространены в тропических и субтропических водах Атлантического океана. Западная часть: от Северной Каролины и Бермудских островов до Бразилии, включая Мексиканский залив. Также встречаются у Карибских и Багамских островов. Восточная Атлантика: острова Святой Елены и Вознесения, вдоль западного побережья Африки от острова Сан-Томе и Габона до Анголы.
Обитают как в глубоких открытых водах, так и мелководных районах у коралловых островов на глубине до 180 м, чаще до глубины 30 м.

## Описание
Тело удлинённое, несколько сжато с боков, овальной формы, покрыто крупной ктеноидной чешуёй. Верхняя челюсть заходит за вертикаль, проходящую через центр зрачка. Глаза большие, по форме напоминают беличьи. На обоих челюстях и в верхней части рта располагаются мелкие ворсинковидные зубы.  В спинном плавнике 11 жёстких и 14—16 мягких лучей. В анальном плавнике 4 колючих и 9-11 мягких лучей. Хвостовой плавник сильно вырезанный. Мягкая часть спинного плавника и верхняя лопасть хвостового плавника удлинённые.
Тело тускло-красного или розоватого цвета с золотистым отливом (обыкновенная рыба-белка), либо серебристо-красного (рыжая рыба-белка) вдоль тела проходят серебристые полосы. Нижняя часть тела и брюхо белые.
Достигают максимальной длины от 35 см (рыжая рыба-белка) до 61 см (обыкновенная рыба белка), при средней длине для обоих видов около 25 см.

## Биология
Ведут ночной образ жизни, охотясь над песчаными грунтами и в зарослях водных растений. В дневные часы прячутся в расщелинах или под выступами рифов. Молодь группируется в стаи, а взрослые особи проявляют территориальное поведение. Способны издавать звуки с помощью плавательного пузыря..

### Питание
Основу рациона составляют представители меропланктона, такие как личинки крабов и креветок. Изредка в желудках обнаруживали мелких ракообразных и молодь рыб.

## Виды
- Holocentrus adscensionis ( Osbeck, 1765) — обыкновенная рыба-белка
- Holocentrus rufus (Walbaum), 1792 — рыжая рыба-белка